# Nikanor Ivanović
Nikanor Ivanović, (Drniš 1825. – Gorica 1894.)
mitropolit, od 1858. do 1860. poglavar Crnogorske pravoslavne Crkve.
Za crnogorskog crkvenog poglavara ga imenovao knjaz Danilo I. Petrović,nakon što je tron Crnogorske pravoslavne Crkve bio sedam godina upražnjen smrću Petra II. Petrovića Njegoša.
Ivanović je bio Srbin iz Dalmacije, navodno, podrijetlom iz Crne Gore.
Bio je Nikanor prvi mitropolit ne-Crnogorac na Cetinju.
Vršio je i dužnost "nadziratelja" crnogorskih osnovnih škola, u koje je uveo, 1856. godine, proslavljanje kulta Svetoga Save. 
No, nakon ubojstva Danila I. 1860. u Kotoru (tada u sastavu Austrije), mitropolit Nikanor, koji je bio u Kotoru,  optužen je za nedovoljnu vjernost. 
Brat Danila I., veliki vojvoda Mirko Petrović (otac Nikole I. Petrovića), optužio je Nikanora: "Nevjerni ste bili svome knezu, nevjerni narodu, nevjerni svome činu, nevjerni svojoj savjesti".
Mitropolit Nikanor je protjeran iz Crne Gore.
Za novog mitropolita je izabran Ilarion Roganović.